# Szent Miklós-fatemplom (Bélbor)
A bélbori Szent Miklós-fatemplom műemlékké nyilvánított épület Romániában, Hargita megyében. A romániai műemlékek jegyzékében a  HR-II-m-A-12753 sorszámon szerepel.